# Abbendorf (Rühstädt)
Abbendorf ist ein bewohnter Gemeindeteil von Rühstädt im Landkreis Prignitz in Brandenburg.

## Geografie
Der Ort liegt vier Kilometer südöstlich von Rühstädt und sieben Kilometer südsüdwestlich von Bad Wilsnack. Die Nachbarorte sind Lanken und Groß Lüben im Norden, Bad Wilsnack, Ziegelei und Legde im Nordosten, Lennewitz und Quitzöbel im Osten, Wendemark im Südosten, Neukirchen im Südwesten, Schönberg am Deich im Westen sowie Gnevsdorf im Nordwesten.

## Geschichte
Die erste schriftliche Erwähnung des Ortes stammt aus dem Jahr 1413.

## Sehenswürdigkeiten
Dorfkirche aus dem späten 15. Jahrhundert.